# 魏萨赫
魏萨赫是德国巴登-符腾堡州的一个市镇。总面积22.18平方公里，总人口7451人，其中男性3725人，女性3726人（2011年12月31日），人口密度336人/平方公里。